# Pękatka
Pękatka – część wsi Całowanie, w gminie Karczew, w powiecie otwockim, w województwie mazowieckim.
Miejscowość ulokowana między Całowaniem a Podbielą, na piaszczystej wyspie wśród torfowisk powstałych wokół rzeki Jagodzianki. W pobliżu, na terenie wsi Podbiel, znajduje się wzgórze Pękatka.
Najstarsze ślady człowieka w Rozbitce pochodzą jeszcze z czasów prehistorycznych. Według lokalnej legendy nazwa wsi pochodzi od pola, gdzie w okresie powstania styczniowego miało dojść do rozbicia oddziału powstańców przez wojska rosyjskie.